# Juan Quesada Pareja
Juan Quesada Pareja (fl. 1634-1658) fue un compositor y maestro de capilla español.
No se debe confundir con Ángel Juan Quesada Vega (1909-1988) fue un director de coro, compositor y profesor de música español.

## Vida
Se desconoce el origen y la formación musical de Juan Quesada Pareja.
En 1634 un Juan de Quesada, «maestro de Jaén», escribía a la Catedral de Cuenca.

El maestro de Jaén, Juan de Quesada, se ofrece por maestro de capilla y solicita del cabildo que remita un edicto a Jaén cuando saliere la oposición.
Carta de Juan de Quesada al cabildo de Cuenca, 6 de julio de 1634

No debía ser maestro de capilla de la Catedral de Jaén que en ese momento estaba ocupada por el maestro Juan de Riscos.
En 1637 aparece de nuevo un Juan de Quesada en la correspondencia de la Catedral de Cuenca interesándose por el magisterio, que había quedado vacante por el fallecimiento del maestro Alonso Fernández. Quesada escribía en agosto desde Jaén solicitando una dilación de los edictos, porque las oposiciones en Cuenca coincidían con las de la Catedral de Jaén, cuyo maestro, Juan de Riscos, también había fallecido. El cabildo conquense accedió, con lo que Quesada se pudo presentar a principios de octubre. La documentación confirma que Juan Quesada «es ministril de aquella santa iglesia [¿Catedral de Jaén?] y verdaderamente sabe». Parece que no tuvo éxito ni en Jaén, donde se nombró a José Escobedo, ni en Cuenca, que se concedió a Manuel Tavares.
Las siguientes noticias que se tienen de él son de 3 de diciembre de 1637, cuando comienza su desempeño como maestro de capilla de la Colegiata de Berlanga de Duero. Anteriormente se creía que había iniciado su trabajo en Berlanga de Duero en 1642, lo que ha sido corregido posteriormente.
En 1642 Luis Bernardo Jalón, maestro de capilla de la Catedral de Burgos, escribía al cabildo para informarle que había conseguido el magisterio de la Catedral de Toledo, uno de los cargos más prestigiosos de España. El maestro Jalón se arrepintió inmediatamente y regresó a Burgos para solicitar su antiguo cargo, petición que fue negada por el cabildo. Entretanto, Quesada escribió al cabildo burgalés en 1642 para interesarse por el cargo, pero sin éxito, ya que el cargo fue finalmente para Bartolomé de Olagüe, que tomó posesión en 1644.
En 1646 se presentó a las oposiciones al magisterio de la Catedral de Málaga, que había quedado vacante al partir el maestro Francisco Ruiz Samaniego a Burgos. En el examen se enfrentó a Mateo Sánchez de Fonseca, maestro de capilla de la Catedral de Guadix; al maestro de la Colegiata de Úbeda; a Francisco Ruiz Samaniego, maestro de Catedral de Astorga; y a un compositor de Madrid. De nuevo, Quesada no tuvo éxito y el cargo sería para Samaniego, aunque Quesada quedó segundo, con ocho votos frente a los quince de Samaniego, en unas reñidas votaciones.
Permanecería hasta 1650 en Berlanga, momento en que fue llamado desde Sevilla para ser maestro de los seises en la Catedral. El cargo había quedado vacante tras el fallecimiento de Gonzalo de Torres y el secretario del cabildo escribió al maestro Quesada en octubre de 1649 con la pregunta. Quesada respondió en noviembre que si le daban una capellanía y lo nombraban maestro de capilla sustituto iría a Sevilla. El cabildo accedió a todo y la ofrecieron además la Cátedra de Melodía, que conllevaba su propio sueldo. El 24 de marzo de 1650 ya se encontraba en Sevilla en posesión de sus cargos.
En 1653 pareció haber algún problema entre el cabildo y Quesada, sin que se indiquen los detalles. En las actas se puede ver que habían cambiado sus obligaciones, ya que menciona el cargo de veintero y el de maestro de ceremonias. Las actas mencionan lo siguiente:

Este día presentó petición el Ldo. Juan de Quesada, veintenero, Maestro de Ceremonias que fue, pidiendo al Cabildo se sirva de perdonarle y volverse a su gracia, el Cabildo mandó que no se hable en este particular.
Actas capitulares de la Catedral de Sevilla, 14 de julio de 1653

En 1654 Quesada enviaba una carta al cabildo malagueño en la que agradecía las «honras y favores» que el cabildo le había hecho siete años antes y se interesa por el magisterio de la catedral. En la carta remitía cuatro villancicos, dos salmos y dos magníficats para Navidad. Seguramente envió la carta tras conocerse el fallecimiento del maestro Cristóbal de Morales, que dejaba el cargo vacante. El cabildo malagueño, que tenía puestas sus vitas en nada menos que Francisco Guerrero, nombró finalmente a Juan de Cepa.
Las relaciones de Quesada con el cabildo parece que rozaban de vez en cuando. En marzo de 1654 se le advertía que no volviese a imprimir villancicos para el coro y en agosto de 1655 Quesada presentó unas disculpas «de lo que se a dicho del no tener cuidado de los seises, ni busca muchachos , y se cometió al S. Visitador.» En mayo de 1656 dejaba el cargo de veintero y se encargó al chantre para buscar un sustituto. En septiembre de 1656 aparece en las actas por primera vez la falta a sus obligaciones de Quesada por sus achaques y en octubre el cabildo discute su jubilación.

Este día estando llamado antediem para determinar que se hará con el Maestro los Seises que lo es el Ldo. Juan de Quesada, que respecto de sus achaques no puede acudir con la puntualidad que es necesario en la enseñanza de los seises; mandó el Cabildo que se vote si se jubilara al Ldo.Juan de Quesada Maestro de los Seises, dándole por los días de su vida en cual quiera parte de estuviere lo que vale la cátedra de Melodía, que hoy sirve así de pan como demás, y mil reales de vellón de salario que se da por maestro de seises, y el que se nombrare por maestro de los seises se le de la capellanía de escalas que vaca por el mismo Juan de Quesada y así mismo lo demás que tiene por Maestro de Seises con obligación y calidad que ha de leer y servir esta cátedra Melodía y después de los días del Juan de Quesada, ha de tener y gozar por entero todo lo que vale la plaza de Maestro de Seises; y el Sr. Presidente dió el voto la blanca dice que se pase en la conformidad que está propuesto, y la negra lo que al Cabildo pareciere; y regulados los votos se hallaron dos habas negras y las demás blancas y salió por mayor parte que se ejecute como está dicho y se pongan edictos para el magisterio de los seises declarando lo que es de su obligación.
Actas capitulares de la Catedral de Sevilla, 13 de octubre 1656

En febrero de 1657 Quesada solicitaba regresar a «su tierra» por hallarse jubilado, a lo que el cabildo accedió. La cátedra de melodía sería entregada al organista de la Catedral, Juan Sans en marzo de 1658. A partir de este momento se pierde su rastro.

## Obra
No se conservan muchas composiciones de Quesada. En la Catedral de Burgos hay un motete autógrafo y firmado, Ecce nunc benedicte a ocho voces y acompañamiento. En la Catedral de Segovia hay dos villancicos; y en la Catedral de Bogotá una composición, En la forma me habla mi Dios agora. Además se conservan un magníficat en la Biblioteca de Cataluña y dos villancicos en La Seo de Zaragoza. También se conservan varias composiciones en la Catedral de Baeza.